# Бронхново
Бронхново (пол. Brąchnowo) — село в Польщі, у гміні Луб'янка Торунського повіту Куявсько-Поморського воєводства.
Населення — 551 особа (2011).
У 1975-1998 роках село належало до Торунського воєводства.

## Демографія
Демографічна структура станом на 31 березня 2011 року:
|          | Загалом | Допрацездатний вік | Працездатний вік | Постпрацездатний вік |
| -------- | ------- | ------------------ | ---------------- | -------------------- |
| Чоловіки | 295     | 89                 | 180              | 26                   |
| Жінки    | 256     | 60                 | 153              | 43                   |
| Разом    | 551     | 149                | 333              | 69                   |